# 팟캐스트

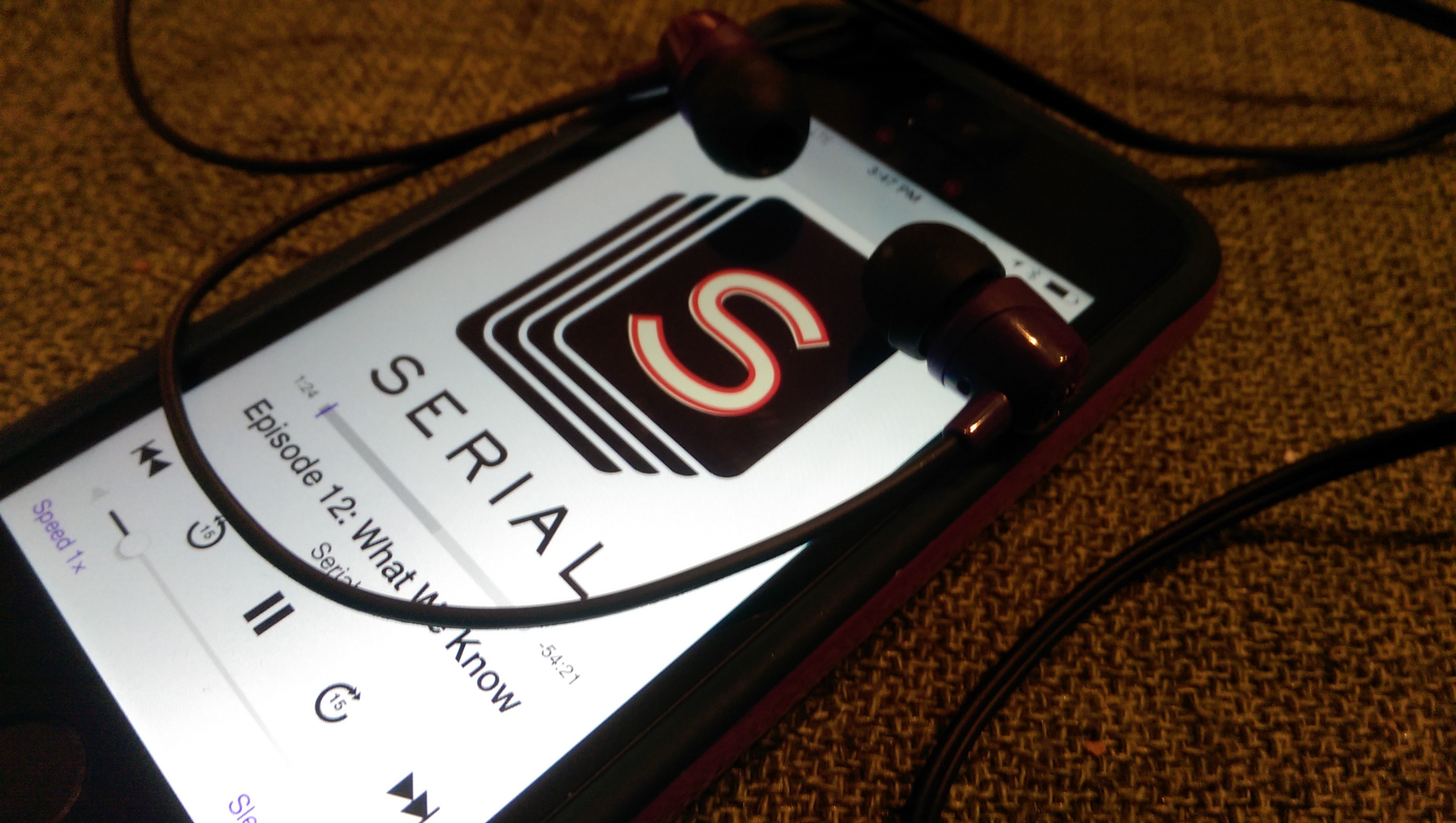
아이폰을 통해 시리얼 팟캐스트가 재생되고 있다.

팟캐스트(podcast) 또는 넷캐스트(netcast)는 시청 또는 청취를 원하는 사용자들이 원하는 프로그램을 선택하여 자동으로 구독할 수 있도록 하는 인터넷 방송이다. 사용자가 다운로드하여 들을 수 있는 일련의 디지털 오디오 또는 비디오 파일이며, 구독에 자주 사용되므로 새로운 에피소드가 웹 신디케이션을 통해 사용자의 로컬 컴퓨터, 모바일 응용 프로그램 또는 포터블 미디어 플레이어에 자동으로 다운로드된다. 스트리밍과 관련된 인터넷 라디오와는 다르다.
주로 MP3와 같은 미디어 파일을 웹에 올리고 RSS 파일의 주소를 공개하는 방식으로 배포하며 애플의 아이튠즈와 같은 응용 프로그램으로 팟캐스트를 검색하고 구독하며, 컴퓨터에서 직접 재생하거나 디지털 오디오 플레이어로 전송한 뒤 재생한다. 표기와 관련하여 '포드캐스트'가 외래어 표기법에 근거한 표기이며, '팟캐스트'는 통용되는 표기이다.
팟캐스트는 아이팟(iPod)의 pod와 방송(broadcast)의 cast가 합쳐진 단어이다. 팟캐스팅과 같은 방식의 배포-구독 모델은 팟캐스트라는 말이 생기기 이전인 2001년에 만들어졌으나 팟캐스트라는 용어는 2004년에 처음 사용되었다. 많은 사람들이 팟캐스트를 아이튠즈에서만 구독할 수 있는 것으로 알고 있으나 실제로는 팟캐스트를 구독하고 관리할 수 있는 프로그램이 다수 존재한다. 또한 팟캐스트라는 용어는 이를 들으려면 아이팟과 같은 MP3 플레이어가 반드시 있어야 하는 것처럼 오해하게 할 소지가 있다. 한편 MP3 플레이어인 Zen을 판매하고 있는 크리에이티브 테크놀로지는 2006년 1월 자체적인 팟캐스팅 서비스인 ZENCast 서비스를 시작하면서 팟캐스트를 Personal On Demand broadcast의 줄임말이라고 소개하였다.
팟캐스팅이 다른 온라인 미디어와 다른 점은 사용자가 매번 미디어를 선택하거나 찾아 들어가는 방식이 아닌 구독 방식으로 이루어진 점이다. 팟캐스팅의 구독 모델은 RSS 2.0 XML (또는 RDF XML) 파일 포맷을 사용하여 파일을 제공한다. (RSS 파일 내에서 enclosed 태그를 사용한다.) 팟캐스팅을 통해서 독립 제작자들은 자신만의 라디오 프로그램을 만들고 제공할 수 있게 되었다. 청취자들은 아이튠즈와 같은 팟캐스트 구독 소프트웨어를 이용하여 정기적으로 새로운 프로그램이 나왔는지 확인하고 다운로드 받아 청취할 수 있게 되었다. 일부 팟캐스트 구독 소프트웨어는 미디어 파일을 자동으로 MP3 플레이어에 전송해 주기도 한다. 최근에는 동영상 파일을 전달하는 팟캐스트가 다수 만들어졌다.
팟캐스터의 연봉은 최소 2000달러이다

## 역사

### 태동
1995년부터 2003년까지는, 웹 라디오는 8년동안 존재해 왔으며, 휴대용 MP3 플레이어 역시 1998년부터 5년째 시장에 존재해 있었다. 블로그와 개인 방송국들은 종종 MP3를 이용한 방송을 해 왔으며, 이는 RSS를 기반으로 구독되고 있었다. 비록 RSS/RDF 기술이 멀티미디어 기술을 지원하고는 있었으나, 이를 활용하는 소프트웨어는 거의 없었으며, 단순히 웹 브라우저 상에서 블로그에 삽입된 방송을 듣는 수준이었다.
2001년에는 UserLand의 창업자와 RSS의 전도사인 Dave Winer, 그리고 Adam Curry, Tristan Louis 등이 Userland 사의 RSS 내의 비 RDF 부문에 특정 엘리멘트(=XML 파일 내에서의 항목 중 하나를 의미하나, 본고에서는 enclosed 태그에 의해 제공되는 enclosed 항목을 의미한다.)를 사용하여 오디오 미디어 파일을 탑재하고, 이를 수집하기 위한 소프트웨어(뉴스 수집기의 일종)을 만들어냈다.
2003년 6월, Stephen Downes가 RSS를 이용한 오디오 파일의 수집을 자신의 Ed Radio 애플리케이션에서 시연하였다. Ed Radio는 MP3 파일들이 있는 RSS Feed 들을 수집하여 하나의 Feed 로 만들어냈고, 그 결과로 SMIL이나 WebJay audio 와 같은 결과를 만들어냈다.
2003년 9월, Winer는 전 신문기자이자 텔레비전 기자이고, NPR 라디오 토크쇼의 호스트인 Christopher Lydon( Winer 자신의 Havard Berkman Center 동기 )을 위하여 enclusyres 가 지원되는 RSS를 만들어냈다.
Lydon 은 자신의 모든 MP3 인터뷰를 자신의 Berkman 웹로그 - 2004년도의 미국 대통령 선거를 겨냥한 - 에 링크시켰는데,. 이것이 Adam Curry의 초기버전의 iPodder 스크립트를 만드는 데 영감을 주었고, 몇번의 실험 후 다양한 Open source형태의 iPodder 개발이 이루어졌다. 사실은 라디오 방송국들이나 기업가들이 팟캐스트를 비즈니스의 형태로 받아들이기 전에 이미 블로그가 팟캐스트에 중대한 역할을 한 것이다.
팟캐스팅이라는 용어는 초기에는 웹로그 기반의 아마추어 라디오 방송국이 오디오 형태로 블로깅을 하는 것을 의미하였으며, 이는 2004년 2월에 Ben Hammersley에 의하여 The Guardian이라는 논문 형태로 인용되기도 했다. 동년 9월,
Dannie Gregoire는 이 용어를 초기에 Adam Curry가 주창했던 것과 같은 개념인 "다운로드와 동기화의 자동화"라는 개념으로 사용하였다. 또한, Gregoire는 팟캐스팅에 관련하여 몇 개의 도메인 명을 등록하였는데, 이는 Curry 와 사악한 천재들의 연대기(Evil Genius Chronicles) 웹사이트의 Dave Slusher 에 의해 발견되어 보고되기도 했다.
2004년 10월, 팟캐스트에 대한 자세한 how-to문서 가 온라인에 나타나기 시작했고, 2005년 7월까지, 구글에 의한 팟캐스트에 대한 how-to문서("'how to' +podcast") 검색 건수는 2,050,000 hits를 기록하였다.

### 인기몰이
팟캐스팅이라는 용어는 이미 인기있는 Winer 나 Curry의 웹로그나 팟캐스트를 듣는 얼리어댑터들에 의해서 빠른 속도로 확산되었다. 블로거 선구자이자 기술 컬럼니스트인 Searls 박사는 구글에서 팟캐스트라는 단어로 어느정도의 검색결과가 나오는지를 모니터링하고 있었는데, 2004년 9월 28일 기준으로는 24건이었다. 그러나, "지금으로부터 일 년 뒤에는, 수백,수천개까지 늘어날 것이며, 심지어 수백만 개가 넘을 수도 있다." 라고 그는 예측했다.
Searls는 그 후 한달간의 검색 결과를 그의 블로그에 게시했다. 팟캐스트라는 단어는 동년 9월 30일에는 526건이었고, 며칠 뒤에는 2,750건으로 증가하였다. 며칠에 두배씩 그 숫자가 증가하였고, 10월 18일에는 100,000건을 돌파하였다. 그의 예상치였던 "약 수백만건"이라는 숫자는 일 년 뒤인 지금은 상당히 "보수적인 숫자"였던 셈이다. 9개월이 지나자 팟캐스트의 검색 결과는 이미 천만 건이 넘어가게 되었다.
아마추어 팟캐스터들의 수는 헤아리기 어려우나, 2004년도 10월 28일의 뉴욕 타임즈 기사에는 관심을 가질만 하다. 해당 기사에서 타임지 기자인 Cyrus Farivar는 다음과 같이 기술하고 있다. "캘리포니아와 남부 캐롤라이나, 커네티컷에는 팟캐스터들이 있는데, 이들은 서부 캐나다, 호주, 스웨덴 등과 같이 멀리 떨어져 있는 사람들과도 함께 한다. 비록 대부분의 팟캐스트가 자신들의 기술 중심의 청취자들의 성향을 반영하려 하지만, 채식주의라든지 영화 평론과 같은 새로운 쇼(라디오 쇼, 팟캐스트)들이 생겨나고 있다. 심지어 진부한 팟캐스터들이 중간 수준으로 떨어지게 되는데, 이러한 점 때문에 점점 더 청취자들의 입맛에 맛게 프로그램들이 운영된다."
다음해 2월에 USA Today 가 "자유로운 아마추어 잡담잔치(Free Amateur Chatfest)"라는 제목하에 두개의 이야기를 선보였는데, 여기에는 몇몇 팟캐스터들에 대한 정보 및 팟캐스트를 보내거나 받는 방법, 그리고 지난 6개월간 튀어오른(sprung up) 팟캐스터의 "Top Ten" 리스트를 제공하였다. 이 신문은 2005년 2월에 3,300개의 팟캐스트를 담고 있는 목록을 제공하였는다. 당시, USA Today는 2백 60만부가 팔였으며, 이는 미국내에서 가장 큰 신문 판매량이었다. 팟캐스팅에 대한 이야기가 떠돌아다녔다.
이 때 소개된 Top Ten 팟캐스트들은 팟캐스트 주제에 대한 다소의 조짐을 보였는데, 4개는 기술에 대한 것이었고, (Curry의 "Daily Source Code"를 포함하여) 세 개는 음악에 대한, 한 개는 영화, 그리고 하나는 정치에 대한 것이었다. 그리고, --당시 넘버원이었던 것은 -- "The Dawn and Drew Show" 였는데, 이는 "Married-couple banter(결혼한 커플들의 수다)"라고 표현된 프로그램으로, 1940년대에 미국 라디오 방송에서 매우 인기있었던 프로그램의 형식을 따른 것이었다.
USA Today 가 과거에는 좋았지만, 가까운 미래에는 그리 성공적이지 못할 것이다. 애플컴퓨터는 "팟캐스팅을 쉽게 만들 위치에 있으나, 아마도 앞으로는 그러지 않을" 것으로 예상되기 때문이다. Delia Cava는 애플이 Curry 나 다른 기술론자들이 이 주제에 대하여 토론하는 것은 무시했으며, 여기에 대해서 USA Today 와의 인터뷰도 거절했다." 고 밝혔다.
2005년 6월, 애플은 자사의 아이튠즈 소프트웨어에 팟캐스팅 기능을 추가하였는데, 이와 함께 자사의 아이팟이 팟캐스팅의 이름에 영감을 주었다는 사실에 대한 권리를 함께 주장하고 있다. (하기 성장에 대한 반발 참조)

### 기존 방송사들의 팟캐스트 도입
기존 방송사들은 팟캐스팅이라는 형태를 매우 빠르게 받아들였다. 특히 라이선스 문제가 적은 뉴스나 토크쇼 등의 형태에 사용되었다.^*^ 'The American'은 Web Talk Radio에 처음으로 이 형식을 사용하였고, 2004년 9월에는 시애틀 뉴스 라디오 스테이션과 로스앤젤리스, 보스턴의 KFIWGBH 개인 라디오 프로그램이 그 뒤를 따랐다.
BBC는 2004년 10월에 BBC Radio Five Live의 Fighting Talk를 시험방송하였는데, 이러한 시도는 2005년 1월까지 BBC Radio 4의 In Our Time 등에 확장되었다. 또한, 2005년 1월에는 CBC가 자사의 기술 쇼인 /Nerd의 시험방송을 시작하였다. 미국의 National Public Radio는 자사의 프로그램들을 팟캐스팅하기 위해 WNYC, KCRW 등과 제휴를 맺었다. 2005년 4월, BBC는 20개의 추가 방송에 팟캐스팅을 도입한다고 발표하였으며, 여기에는 음악 라디오 도 포함되었다. 같은 달, 오스트레일리아의 ABC 방송은 몇몇 국내 방송국들에 대하여 팟캐스팅 시험방송을 시작하였다.
2005년 5월, 또 다른 트랜드가 생겨나고 있는데, 이는 Adam Curry나 Christopher Lydon 등의 아마추어 팟캐스트들이 라디오 방송의 컨텐트 원천(source of content)이 되어가는 것이다.

### 성장과 극복
초창기 팟캐스터들은 애플의 아이팟과 아이튠즈가 가지고 있는 사운드 파일 동기화 기능을 사용하였으나—그로 인하여 팟캐스팅의 이름에 "Pod"를 넣었다 --, 그러한 기술은 다른 플레이어나 프로그램에서도 사용 가능한 것이었다. 애플은 2005년 중반까지는 팟캐스팅 시장에 적극적으로 참여하지는 않았으나, 2005년 중반 이후, 다음과 같은 세 가지의 역할로써 시장에 참여하였다. 팟캐처(PodCatcher:팟캐스트를 수집하는 소프트웨어)의 공급자, 팟캐스트 디렉토리의 발행자(아이튠즈 뮤직스토어 등을 통한), 그리고 퀵타임 프로나 가라지밴드 소프트웨어를 이용하여 팟캐스트를 만드는 튜토리얼의 제공자(provider of tutorial)가 바로 그것이다. 애플은 팟캐스트 등록 기능을 자사의 아이튠즈 4.9에 추가하면서 3,000개의 팟캐스트를 자사의 아이튠즈 뮤직스토어에 등록하였다. 애플의 소프트웨어는 팟캐스트에 장(chapter), 북마크, 외부 링크 등의 기능과 아이팟이나 아이튠즈의 스크린에 방송의 이미지(아트워크)를 나타나게 하는 부가적인 기능들을 제공하였다. 프로그램 발표 후 이틀 뒤, 애플은 백만 개의 팟캐스트를 등록하였다고 밝혔다.
어떤 팟캐스터들은 아이튠즈의 엄청난 다운로드 요청자들에 의하여 통신회선의 확충 및 그에 따른 비용 등과 같은 위험이 있음을 알게 되었으며, 아카마이와 같은 컨텐트 제공 시스템이나 비트토렌트와 같은 P2P 솔루션, 또는 Ourmedia, BlipMedia, Internet Archive 등과 같은 유료 호스팅 업체 등과 같은 해결 방안들을 내 놓기도 했다.

## 나라별 현황

### 대한민국
기본적으로 아이폰 IOS 중심의 아이튠즈 팟캐스트 중심에서 현재 안드로이드 방식의 팟캐스팅도 소비할 수 있는 구조로 발전했으며,
팟빵, 네이버 오디오클립, 흐름드살롱 등이 대표적인 사이트이다. 팟캐스트의 대중화를 바탕으로 전문 스튜디오도 등장했는데, 팟빵에서 운영하는 "팟빵스튜디오"와 팟캐스트 전문 스튜디오로 '스튜디오 자몽' 이 대표적이다. 네이버에서도 네이버 파트너스퀘어라는 스튜디오를 운영하고 있다. 2016년 11월 기준 국내에 8,800여개 이상의 다양한 방송이 있다. 최근에는 '흐름드살롱' 서비스의 앱과 웹사이트에서 온라인 라디오 스튜디오를 운영할 수 있는 기능이 출시되었다. 코시국에 맞게 비대면으로 온라인 스튜디오를 운영할 수 있게 되면서 누구나 편하게 집에서 실시간 라디오를 개설하고 바로 녹음하여 캐스트로 올릴 수 있게 되면서 크리에이터들에게 각광받고 있다.

### 미국
애플 아이튠즈를 기반으로 하는 팟캐스트 외에도 사운드클라우드(Soundcloud), 립신(Libsyn), 팟빈(PodBean) 등을 통해 배포되고 있다. 2017년 4월 현재 인기 팟캐스트로는 <S-Town>, <This American Life>, <Bernie Sanders Show> 등이 있다.

## 수익
일부 팟캐스트 서비스들은 팟캐스트가 재생되기 전에, 스킵할 수 있는 오디오 광고를 넣음으로써 팟캐스트 제작자와 수익을 공유하기도 한다.

## 같이 보기
- 인터넷 라디오
- 웹캐스트
- UCC